# Ichuarumpats
Ichuarumpats (I’-chu-ar’-rum-pats) /=people of the cactus plains/, jedno od južnopajutskih plemena nekad naseljeni u ili blizu doline Moapa Valley na jugoistoku Nevade. Poopulacija im je iznosila 35 (1873). Spominje ih Powell u Ind. Aff. Rep. (50, 1874)